# 巴西—朝鮮關係
巴西—朝鲜關係（葡萄牙語：Relações entre Brasil e Coreia do Norte），是指巴西联邦共和國與朝鲜民主主义人民共和国兩國的雙邊關係。根据2013年BBC的调查结果，有22％的巴西人对朝鲜的印象较好，而47％的巴西人对朝鲜持负面印象。

## 历史
在两国建立双边关系之前，有报道称朝鲜政府曾支持过1968年至1971年期间（正值阿拉瓜亚游击战期间）反抗巴西军政府的游击队，如全国解放行动和人民先锋革命党（葡萄牙語：Vanguarda Popular Revolucionária）。1970年11月，朝鲜在阿雷格里港建立了一个训练基地专门培训巴西境内的反政府武装，甚至有报道称有一个较小的武装团体曾于朝鲜境内受训。
2001年1月，费尔南多·恩里克·卡多佐领导下的巴西政府和金正日领导下的朝鲜政府正式宣布建立外交关系。自2003年1月巴西总统路易斯·伊纳西奥·卢拉·达席尔瓦上台以来，朝鲜与巴西的关系快速升温。其后，朝鲜驻巴西大使馆于2005年在巴西利亚成立，同年11月，首任朝鲜驻巴西大使朴赫（韓語：박혁）代表朝鲜向巴西递交了国书。四年后的2009年5月，巴西也于平壤开设了驻朝鲜大使馆。
尽管巴西与朝鲜有经济关系，但每当朝鲜进行一些可能威胁东亚地区稳定的争议行为时，巴西政府还是会谴责朝鲜。例如在2009年朝鲜核试验后，巴西外交部表示巴西政府强烈谴责朝鲜的核试验，敦促该国尽快签署全面禁止核试验条约并重返六方会谈。在2010年发生天安号沉没事件后，巴西外交部也发表声明称巴西政府声援韩国，并敦促朝鲜半岛双方维持稳定局势。
自2016年7月以来，朝鲜不再向巴西派遣大使，朝鲜驻巴西大使馆馆长转为由临时代办担任。不过，朝鲜还是参加了同年8月举办的里约奥运会，表明两国关系仍然保持大致稳定。